# Мосійчук Сергій Олександрович (солдат)
Сергі́й Олекса́ндрович Мосійчу́к  (22 лютого 1997, м. Корець, Рівненська область, Україна — 26 березня 2017, м. Авдіївка, Донецька область, Україна) — солдат Збройних сил України, учасник російсько-української війни.

## Біографія
Народився 1997 року в місті Корець на Рівненщині. Закінчив 9 класів Корецької загальноосвітньої школи № 1. Захоплювався технікою, мотоциклами, риболовлею, займався спортом, у 13 років вже вмів керувати автомобілем. 2015 року закінчив вище професійне училище № 24 м. Корець за фахом електрика.
Під час російської збройної агресії проти України в січні 2016 року вступив на військову службу за контрактом.
Солдат, старший сапер 72-ї окремої механізованої бригади, в/ч А2167, м. Біла Церква. Виконував завдання на території проведення антитерористичній операції. Був поранений на фронті, зі шпиталю повернувся на передову.
|                                       | Він у нас був водієм та їздив майже на всій техніці, яка стояла в розташуванні частини. Розумів її, а чого не знав, питав у старших товаришів і швидко вчився. Був тямущим хлопцем. |
| — Олександр Михайлов, командир взводу | |

26 березня 2017 року близько 17:30 загинув внаслідок мінометного обстрілу опорного пункту у промисловій зоні міста Авдіївка. Разом із Сергієм загинули старший сержант Петро Козарук і солдат Олксій Тимченко. Розрахунок ЗУ-23-2 на автомобілі ГАЗ-66, яким керував Сергій, виїхав на бойове завдання — збити ворожий безпілотник, але потрапив під обстріл. Старший сержант Козарук наказав своїм підлеглим ховатись, та коли бійці почали спускатись в укриття, міна калібру 120 мм влучила у бліндаж.
Похований 29 березня на міському кладовищі Корця, що поблизу Свято-Сергіївської церкви.
Залишилися батьки, старша сестра і молодший брат.

## Нагороди
Указом Президента України № 259/2017 від 2 вересня 2017 року, за особисту мужність і самовіддані дії, виявлені у захисті державного суверенітету та територіальної цілісності України, зразкове виконання військового обов'язку, нагороджений орденом «За мужність» III ступеня (посмертно).